# Lasianobia dichelostigma
Lasianobia dichelostigma là một loài bướm đêm trong họ Noctuidae.